# Finale FA Cup 1998
De finale van de FA Cup van het seizoen 1997/98 werd gehouden op 16 mei 1998. Arsenal nam het op tegen Newcastle United. De wedstrijd vond plaats in het Wembley Stadium in Londen. Arsenal won met 2-0 en mocht zo voor de zevende keer de beker in ontvangst nemen. De club pakte voor de tweede keer in de historie "de dubbel".
Bij The Gunners stond met Marc Overmars een Nederlander in de basis. Hij scoorde na 23 minuten de openingstreffer van de finale. Bij Newcastle United zat de Belgische verdediger Philippe Albert de volledige wedstrijd op de bank.
Ook zonder de geblesseerde Dennis Bergkamp (hamstring) had Arsenal weinig te duchten van Newcastle United. De club uit Noord-Londen was vanaf het beginsignaal de bovenliggende partij. Halverwege de eerste helft reageerde Overmars alert op een pass van de Fransman Emmanuel Petit. Hij schudde tegenstander Alessandro Pistone van zich af en tikte de bal door de benen van doelman Shay Given: 1-0.
Daarmee werd Overmars de tweede Nederlander die in de FA-Cupfinale een doelpunt maakte. Arnold Mühren ging hem voor; de Volendammer benutte in 1983 tijdens Manchester United-Brighton (4-0) een strafschop.
Newcastle had een teleurstellend seizoen enigszins kunnen goedmaken. De miljoenenformatie van de Schotse trainer-coach Kenny Dalglish miste echter de kwaliteit om het Arsenal moeilijk te maken. Zijn spelers gingen stevig de duels in. Scheidsrechter Paul Durkin deelde in totaal vier gele kaarten uit.
Nicolas Anelka, Arsenals jonge Franse spits, verdubbelde net na het Newcastle offensief de voorsprong voor Arsenal. Twintig minuten voor tijd kreeg hij, op de rand van buitenspel, de bal van Ray Parlour en op zijn lage harde schot was Given kansloos: 2-0.
Arsenal kon door de winst de tweede dubbel uit haar geschiedenis bijschrijven. De club uit Noord-Londen lukte het in 1971 om in één seizoen de twee hoofdprijzen te winnen in Engeland. Dat was eerder alleen Manchester United gelukt; zowel in 1994 als 1996 won de club de FA Cup én de landstitel.

## Finale

### Wedstrijd
|                         |                         |       |                  |                                                                                     |
| 16 mei 1998 15:00 UTC+1 | Arsenal                 | 2 – 0 | Newcastle United | Wembley Stadium, Londen Toeschouwers: 79.183 Scheidsrechter: Paul Durkin (Engeland) |
| 16 mei 1998 15:00 UTC+1 | Overmars 23' Anelka 69' |       |                  | Wembley Stadium, Londen Toeschouwers: 79.183 Scheidsrechter: Paul Durkin (Engeland) |

| Arsenal | Newcastle United |

| Arsenal:       |    |                  |     |
|                |    |                  |     |
| GK             | 1  | David Seaman     |     |
| RB             | 2  | Lee Dixon        |     |
| CB             | 6  | Tony Adams       |     |
| CB             | 14 | Martin Keown     |     |
| LB             | 3  | Nigel Winterburn | 51' |
| RM             | 15 | Ray Parlour      |     |
| CM             | 4  | Patrick Vieira   |     |
| CM             | 17 | Emmanuel Petit   |     |
| LM             | 11 | Marc Overmars    |     |
| CF             | 12 | Christopher Wreh | 62' |
| CF             | 9  | Nicolas Anelka   |     |
| Wisselspelers: |    |                  |     |
| GK             | 13 | Alex Manninger   |     |
| DF             | 5  | Steve Bould      |     |
| MF             | 7  | David Platt      | 62' |
| MF             | 18 | Gilles Grimandi  |     |
| FW             | 8  | Ian Wright       |     |
| Coach:         |    |                  |     |
| Arsène Wenger  |    |                  |     |

| Newcastle United: |    |                    |         |
|                   |    |                    |         |
| GK                | 1  | Shay Given         |         |
| RB                | 2  | Warren Barton      | 48' 76' |
| CB                | 6  | Steve Howey        | 70'     |
| CB                | 34 | Nikos Dabizas      | 53'     |
| LB                | 12 | Stuart Pearce      | 73'     |
| RM                | 7  | Robert Lee         |         |
| CM                | 4  | David Batty        |         |
| AM                | 14 | Temoeri Ketsbaia   | 86'     |
| CM                | 11 | Gary Speed         |         |
| LM                | 23 | Alessandro Pistone |         |
| CF                | 9  | Alan Shearer       | 45'     |
| Wisselspelers:    |    |                    |         |
| GK                | 15 | Shaka Hislop       |         |
| DF                | 19 | Steve Watson       | 76'     |
| MF                | 10 | John Barnes        | 86'     |
| MF                | 27 | Philippe Albert    |         |
| FW                | 40 | Andreas Andersson  | 73'     |
| Coach:            |    |                    |         |
| Kenny Dalglish    |    |                    |         |

1980 · 1981 · 1982 · 1983 · 1984 · 1985 · 1986 · 1987 · 1988 · 1989 · 1990 · 1991 · 1992 · 1993 · 1994 · 1995 · 1996 · 1997 · 1998 · 1999 · 2000 · 2001 · 2002 · 2003 · 2004 · 2005 · 2006 · 2007 · 2008 · 2009 · 2010 · 2011 · 2012 · 2013 · 2014 · 2015 · 2016 · 2017 · 2018 · 2019 · 2020 · 2021 · 2022 · 2023 · 2024